# Carl-Henrik af Klercker

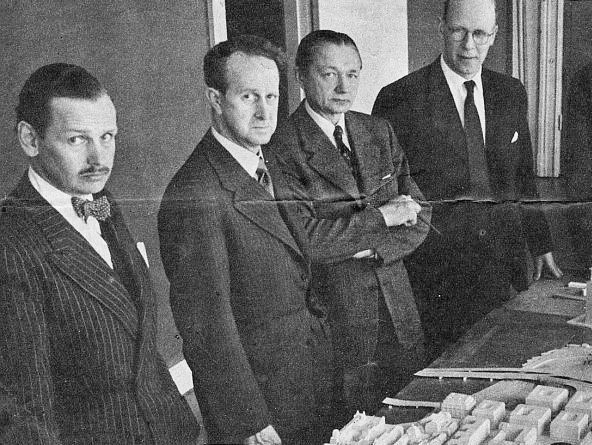
Stockholms stadsbyggnadskontor 1956: Stadsbyggnadsdirektören arkitekt Göran Sidenbladh, norrmalmsregleringens chef, ingenjör Åke Hedtjärn, förste ingenjören Carl-Henrik af Klercker på stadsbyggnadskontorets trafikbyrå, utredningschefen Anders Nordberg.

Carl-Henrik Nathanael af Klercker, född 22 april 1903 i Hedvig Eleonora församling, Stockholm, död 30 augusti 1986 i Saltsjöbadens församling, var en svensk väg- och vattenbyggnadsingenjör. 

## Biografi
Efter studentexamen 1922 utexaminerades af Klercker från Kungliga Tekniska högskolan 1927. Han blev ingenjör vid Stockholms stads gatukontor 1927, gatudirektörsassistent 1936, arbetschef där 1945, förste ingenjör vid Stockholms stads stadsbyggnadskontor och chef för dess trafikbyrå 1950, även ledamot av Nedre Norrmalmsdelegationens arbetsutskott från 1951, och slutligen överingenjör vid trafikbyrån från 1961. Han var därigenom en av de ledande experterna bakom genomförandet av Norrmalmsregleringen i Stockholm under efterkrigstiden.
Efter reservofficersexamen 1924 blev af Klercker löjtnant i Väg- och vattenbyggnadskåren 1931, kapten 1938 och major 1951. Han var ledamot av Svenska väg- och vattenbyggares riksförbunds (SVR) permanenta stadsplanekommitté 1947, Ingenjörsvetenskapsakademiens transportforskningskommissions väg- och fordonskommitté 1949, generalplaneberedningens arbetsutskott 1951 och trafikkommittén vid International Federation for Housing and Town Planning i Wien 1960. Han var ordförande i kommunalnämnden i Saltsjöbadens köping 1951–54 och vice ordförande i kommunalfullmäktige i Saltsjöbadens köping 1959. Han var ständig ledamot av Svenska Teknologföreningen och medlem av bland annat Svenska kommunaltekniska föreningen. af Klercker är begravd på Skogsö kyrkogård.